# Salawati
Salawati (indonesiano: Pulau Salawati) è un'isola dell'Indonesia, situata nel Mar di Halmahera, pochi chilometri ad ovest della Nuova Guinea. Salawati appartiene al gruppo delle Isole Raja Ampat. Amministrativamente fa parte della provincia di Papua sud-occidentale.

## Geografia
L'isola ha una superficie di circa 1.622 km², uno sviluppo costiero di 200 km e circa 9.000 abitanti.
Pochi chilometri ad est di Salawati si trova la Nuova Guinea (da cui la separa lo Stretto di Sele), mentre a nord giace l'isola di Batanta (da cui la separa lo Stretto di Sageurin).
La maggior parte dell'isola è collinosa, solo la zona nord-occidentale è montagnosa (altezza massima: 925 metri). Foreste equatoriali ricoprono buona parte dell'isola.
L'isola si è separata dalla Nuova Guinea solo durante l'ultima glaciazione.

## Economia
L'economia si basa sull'agricoltura (sagù e palma da cocco), sulla pesca, sullo sfruttamento delle foreste e sull'estrazione di petrolio.